# 坂井丞
坂井丞（SAKAI Sho，1992年8月22日—），日本男子跳水運動員，神奈川縣出生，畢業於大野南中学校及麻布大学附属渕野辺高校，現就讀於日本体育大学。

## 簡歷
2010年，在廣州市舉辦的亞洲運動會上，獲得10公尺跳台—第5名。
2014年9月，坂井丞代表日本參加在韓國仁川舉行的亞洲運動會跳水比賽，最終贏得男子3米跳板銅牌。
2018年，在雅加達市舉辦的亞洲運動會上，獲得3公尺跳板—第5名、雙人3公尺跳板—銅牌。

## 主要比賽成績
只列出曾進入三甲的國際賽事成績：
| 年份   | 賽事               | 項目        | 拍檔   | 成績   | 成績 |
| ------ | ------------------ | ----------- | ------ | ------ | ---- |
| 2015年 | 跳水大獎賽聖胡安站 | 雙人3米彈板 | 寺内健 | 378.27 | 冠軍 |